# Андрей Попов (офицер)
Андрей Попов е руски офицер, поручик в Българското опълчение, участник в Руско-турската война (1877 – 1878).

## Биография
Андрей Попов започва военната си кариера като доброволец в Туркестан. Вече като унтер-офицер (старшина или подофицер) участва през 1868 г. във военните действия против Бухарския емират в Централна Азия. Награден е със Знака за отличие на Военния орден (Георгиевски кръст „За храброст“). Завършва Оренбургското юнкерско училище като прапоршчик. Преведен е в 1-ви Туркестански стрелкови батальон през 1872 г. Участва през 1873 г. в похода срещу Хивинското ханство и през 1874 и 1876 г. в покоряването на Кокандското ханство на територията на днешен Киргизстан, Източен Узбекистан и Таджикистан и Югоизточен Казахстан. Отличава се през октомври 1875 г. при отбраната на град Наманган в днешен Узбекистан, където неголям руски отряд се сражава срещу многочислен неприятел. Ранен е в ръката, като е засегната костта. Получава рядката за този чин награда Златна сабя „За храброст“. Освен това той има военните отличия Орден „Свети Станислав 3-та степен“ и „Света Анна 4-та степен“. През Руско-турската война (1877 – 1878) Андрей Попов е младши офицер, завеждащ оръжието в 3-та опълченска дружина. В дружината постъпва като командирован от славния 1-ви Туркестански стрелкови батальон, заедно с подполковник Павел Калитин и капитан Фьодор Усов.

## Смърт
На 19/31 юли 1877 г. в битката при Стара Загора е тежко ранен в стомаха. Изнесен е от боя на кон от подпоручик Поликарпов, също ранен от артилерийски снаряд в рамото и долната челюст. Изнемощял, Поликарпов, го поверява на казаците. Всяко движение причинява на Попов непоносима болка и той моли казаците да го оставят да умре спокойно. Пренасят го до началото на клисурата при Стара Загора и го полагат в подножието на планината. Прикриват го с ямурлук и клони на скрито място встрани от пътя. Оставят му вода и сирене. Когато опълчението вече е отстъпило на Шипка, някои офицери от 4-та дружина настояват да приберат поручика. Срещу известно възнаграждение (около 300 рубли), трима смели уралски казаци се връщат на коне в Ески Загра (Стара Загора), намират тялото на вече мъртвия Попов и го пренасят в руския лагер. Погребват го с военни почести на високия хълм отстоящ на половината път за връх Шипка. Над гроба му забиват дървен кръст с подходящ надпис. При отбраната на Шипка гробът му остава в района на действие на турските войски на Сюлейман паша и днес е неизвестен. Височината на която е погребан остава в руската топография от времето на войната с името „Попов връх“ или „Попова могила“.